# Filip Rězak

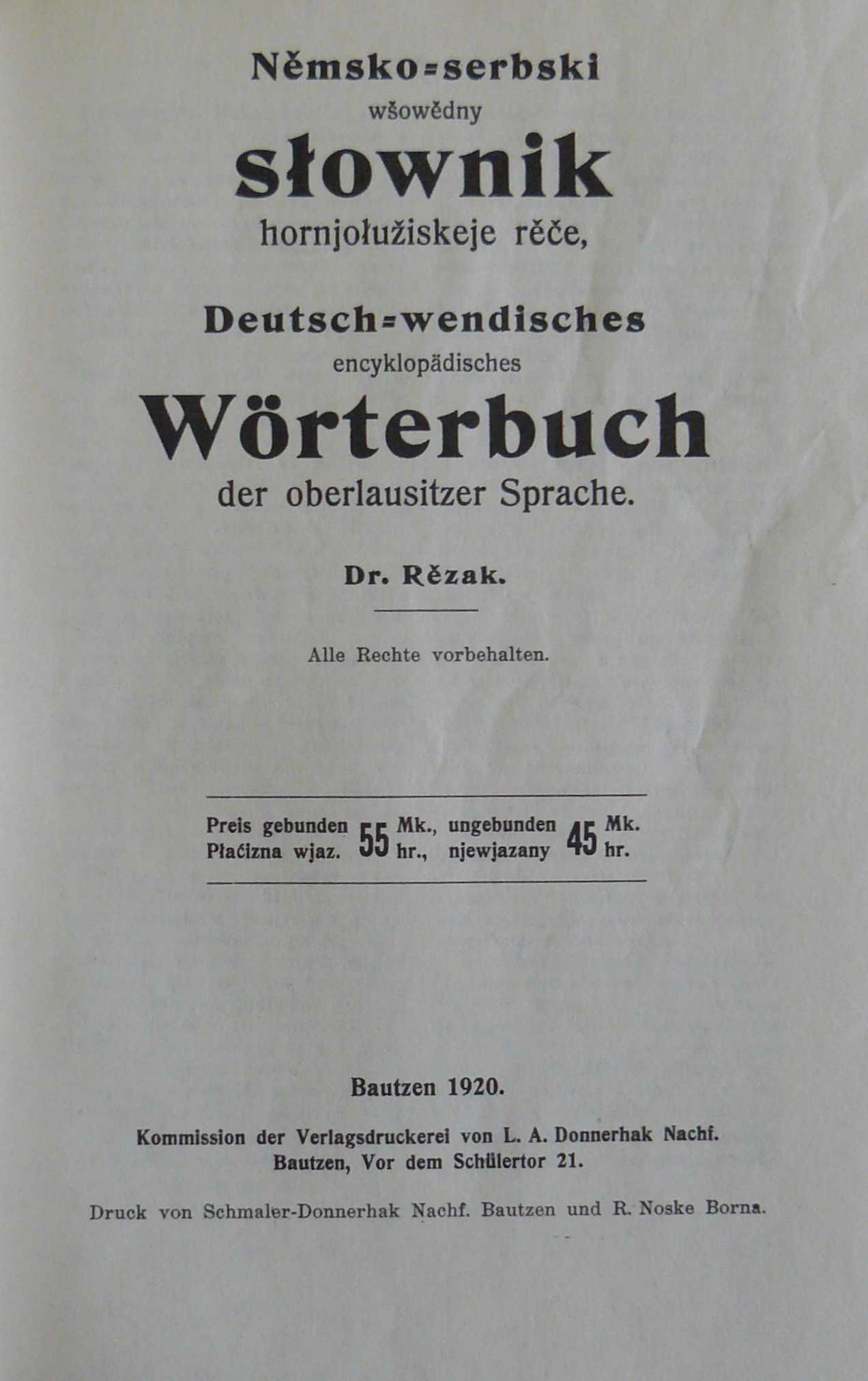
Filip Rězak: Titulní strana slovníku (1920)

Filip Rězak (22. dubna 1859 Auritz – 17. září 1921 Budyšín) byl lužickosrbský překladatel, filolog a katolický duchovní.
Studoval v Praze, kde působil ve spolku Serbowka. Psal v hornolužické srbštině, do které přeložil Babičku Boženy Němcové pod názvem Naša wowka. Přitom ji přenesl do lužickosrbského prostředí. V roce 1920 vydal Němsko-serbski wšowědny slownik hornjolužiskeje rěče.